# Santos Iriarte
Victoriano Santos Iriarte (2 de novembro de 1902 - 10 de novembro de 1968) foi um futebolista uruguaio que jogava como ponta-esquerda, vencendo a Copa do Mundo de 1930, marcando inclusive um dos gols da final do torneio.
Iriarte, na época da competição, jogava no Racing de Montevidéu. Ainda é o único jogador que a equipe cedeu para a seleção em qualquer Copa do Mundo. O Racing havia acabado de vencer a segunda divisão do campeonato uruguaio em 1929.[carece de fontes?]
A estreia de Iriarte na seleção deu-se em 18 de julho de 1930, em plena data da estreia da Celeste na primeira Copa do Mundo, na vitória de 1-0 sobre o Peru.[carece de fontes?] Seu primeiro gol no torneio veio na semifinal, sendo o terceiro da Celeste na vitória de virada por 6-1 contra a Iugoslávia, em lance protestado pelos adversários, que alegavam impedimento.
Iriarte era famoso pelo chute fortíssimo de longa distância, característica que justificou na final daquela Copa: foi desse modo que ele fez o terceiro gol uruguaio, que àquela altura virava a partida, até então empatada em 2-2. Na ocasião, eram 23 minutos do segundo tempo. Iriarte recebeu a bola de Ernesto Mascheroni e acertou o ângulo direito do goleiro argentino Juan Botasso.
Apelidado de El Canario pelo fato de sua cidade natal ter sido colonizada por imigrantes oriundos das Ilhas Canárias, Iriarte esteve em todos os quatro jogos da seleção uruguaia na Copa. Apesar de eternizado em função do gol e do título, o jogador não fez maior sucesso clubístico; defendeu a seleção pela última vez já no ano seguinte, em 6 de setembro de 1931, data de derrota de 2-0 para o Brasil no Rio de Janeiro pela Copa Rio Branco, encerrando ciclo de cinco partidas (ou seja, as quatro do Mundial e aquela contra os brasileiros) e dois gols pela Celeste.[carece de fontes?]
Iriarte chegou a passar rapidamente pelo Peñarol entre 1933 e 1934. Foi titular em 1933, mas em 1934 já precisava disputar a posição com o brasileiro João de Almeida "Bahia". Em ambas as temporadas, o campeão foi o rival Nacional, que antes não ganhava o campeonato havia nove anos.[carece de fontes?]
Iriarte encerrou a carreira em 1937, quando já estava de volta ao Racing, autorizado a permanecer na primeira divisão embora tenha perdido por 4-1 para o Defensor um play-off contra o rebaixamento.[carece de fontes?]